# جیوجیانگ، گوانگدونگ
جیوجیانگ، گوانگدونگ (به لاتین: Jiujiang) یک شهرک در جمهوری خلق چین است که در نانهای واقع شده‌است. جیوجیانگ ۹۴٫۷۵ کیلومتر مربع مساحت دارد ۶ متر بالاتر از سطح دریا واقع شده‌است.